# Pseudaufidus
Pseudaufidus is een geslacht van halfvleugeligen uit de familie schuimcicaden (Cercopidae). De wetenschappelijke naam van dit geslacht is voor het eerst geldig gepubliceerd in 1957 door Blöte.

## Soorten
Het geslacht Pseudaufidus omvat de volgende soorten:
- Pseudaufidus biformis (Lallemand & Synave, 1955)
- Pseudaufidus flavocinctus Blöte, 1957
- Pseudaufidus rosea (Lallemand, 1957)
- Pseudaufidus transpecta (Lallemand & Synave, 1955)
- Pseudaufidus trifasciatus Blöte, 1957